# Un jour je marierai un ange
 (avril 2023).
La mise en forme du texte ne suit pas les recommandations de Wikipédia : il faut le « wikifier ».
Les points d'amélioration suivants sont les cas les plus fréquents :
- Les titres sont pré-formatés par le logiciel. Ils ne sont ni en capitales, ni en gras.
- Le texte ne doit pas être écrit en capitales (les noms de famille non plus), ni en gras, ni en italique, ni en « petit »…
- Le gras n'est utilisé que pour surligner le titre de l'article dans l'introduction, une seule fois.
- L'italique est rarement utilisé : mots en langue étrangère, titres d'œuvres, noms de bateaux, etc.
- Les citations ne sont pas en italique mais en corps de texte normal. Elles sont entourées par des guillemets français : « et ».
- Les listes à puces sont à éviter, des paragraphes rédigés étant largement préférés. Les tableaux sont à réserver à la présentation de données structurées (résultats, etc.).
- Les appels de note de bas de page (petits chiffres en exposant, introduits par l'outil «  Source ») sont à placer entre la fin de phrase et le point final[comme ça].
- Les liens internes (vers d'autres articles de Wikipédia) sont à choisir avec parcimonie. Créez des liens vers des articles approfondissant le sujet. Les termes génériques sans rapport avec le sujet sont à éviter, ainsi que les répétitions de liens vers un même terme.
- Les liens externes sont à placer uniquement dans une section « Liens externes », à la fin de l'article. Ces liens sont à choisir avec parcimonie suivant les règles définies. Si un lien sert de source à l'article, son insertion dans le texte est à faire par les notes de bas de page.
- La présentation des références doit suivre les conventions bibliographiques. Il est recommandé d'utiliser les modèles {{Ouvrage}}, {{Chapitre}}, {{Article}}, {{Lien web}} et/ou {{Bibliographie}}. Le mode d'édition visuel peut mettre en forme automatiquement les références.
- Insérer une infobox (cadre d'informations à droite) n'est pas obligatoire pour parachever la mise en page.

Pour une aide détaillée, merci de consulter Aide:Wikification.
Si vous pensez que ces points ont été résolus, vous pouvez retirer ce bandeau et améliorer la mise en forme d'un autre article.
Un jour je marierai un ange est un single de Pierre de Maere sorti en novembre 2021.

## Contexte et contenu
Un jour je marierai un ange est le premier single officiel de Pierre de Maere. Ce single est sorti en novembre 2021. Cette chanson est une chanson d'amour. Pierre de Maere explique dans différents médias et différentes interviews que cette musique s'adresse à un personnage fictif. En effet, il explique que ce single parle de la quête perdue d'un idéal amoureux qui n'existe pas. Il raconte sa rencontre avec un personnage fictif lorsqu'il regarde une série. Il tombe sous le charme de ce personnage et se rend compte que son idéal se trouve seulement au cinéma ou dans les livres. Il pense que dans la vraie vie, son idéal n'existe pas ou qu'il finira par le décevoir. Après cette rencontre, il écrit sur cette quête d'amour impossible d'un idéal,,,.

## Clip vidéo
Le clip de un jour je marierai un ange a été publié sur YouTube le 9 novembre 2021. Il a été écrit et composé par Pierre de Maere. Ce single a été réalisé par Edie Blanchard. Le clip met en scène Pierre de Maere dans différentes pièces d'une maison. Le chanteur nous invite dans son intimité via une série de plans rapprochés. L'artiste nous attire, il ne nous lâche pas du regard. Le clip se termine avec une scène entre le pianiste Lucien Favreau et Pierre de Maere.

## Distinctions
À ce jour, ce single a reçu plusieurs récompenses notables. Lors des NRJ Music Awards 2022, Pierre Maere reçoit le prix de la Révélation belge de l'année,, Un jour je marierai un ange atteint le top 10 du classement national français et atteint le top5 de l'ultratop 50 singles francophone. En 2023, lors de la 38e cérémonie des victoires de la musique, il reçoit le prix de la Révélation masculine de l'année. Le 23 février 2023, un jour je marierai un ange devient disque de diamant en France.